# 007: Quantum of Solace
007: Quantum of Solace là một game thuộc thể loại bắn súng góc nhìn thứ nhất năm 2008 (bắn súng góc nhìn thứ ba dành cho hệ máy Nintendo DS và PlayStation 2) dựa trên các phim Casino Royale và Quantum of Solace. Game do Treyarch phát triển dành cho PlayStation 3, Xbox 360, Wii và PC (chuyển đổi sang hệ máy khác do Beenox đảm nhận), Eurocom dành cho PlayStation 2 và Vicarious Visions dành cho Nintendo DS, đây là tựa game James Bond đầu tiên được phát hành bởi hãng Activision, vừa giành được giấy phép bản quyền James Bond từ EA vào năm 2006. Đây cũng là tựa game đầu tiên sở hữu giọng nói và diện mạo của Daniel Craig, cũng như của dàn diễn viên khác từng đóng James Bond như Judi Dench, Eva Green, Mads Mikkelsen, Jesper Christensen, Olga Kurylenko và Mathieu Amalric.
Game được phát hành vào ngày 31 tháng 10 năm 2008 tại Châu Âu, ngày 4 tháng 11 năm 2008 tại Bắc Mỹ và ngày 19 tháng 11 năm 2008 tại Úc. Game nhận được nhiều đánh giá trái chiều từ giới phê bình, với phiên bản PlayStation 2 nhận được những đánh giá tốt nhất.

## Cốt truyện
Game khởi đầu từ việc James Bond bắt cóc Mr. White, một thành viên của tổ chức tội phạm-khủng bố chưa từng được biết đến trước đó mang tên Quantum. Trong lúc anh ta và M thẩm vấn White, họ bị tên đặc vụ MI6 phản bội tên là Henry Mitchell lao vào tấn công, Bond giết được hắn trong lúc White nhân cơ hội trốn ra ngoài. Về sau, Bond theo dõi cuộc họp của các thành viên Quantum và chụp ảnh chúng; trong số đó có Dominic Greene, một nhà hoạt động môi trường nổi tiếng.
Game chuyển sang cảnh Bond đáp xuống Bolivia, là nơi mà Greene đang cố bỏ tiền ra mua đất đai. Lúc này, Bond được gặp Camille Montes vốn định trả thù Tướng Medrano, kẻ đang cố gắng lật đổ chính phủ Bolivia. Bond phát hiện Medrano đã giết cả gia đình của Camille, và đây là lý do tại sao cô ấy muốn trả thù. Bond mở lời với Camille về cái chết của tình nhân cũ Vesper Lynd, kể lại các sự kiện của Casino Royale. Người chơi bám theo cốt truyện của Casino Royale, từ việc Bond đuổi theo Mollaka qua Madagascar, Bond thâm nhập vào Trung tâm Khoa học hạ thủ Dimitrios, cứu giúp Skyfleet khỏi tay Carlos, giết Bliss trên đường đến Montenegro, gặp Vesper, cứu giúp Le Chiffre khỏi tay Steven Obanno và người của hắn ta, cứu giúp Vesper khỏi tay Le Chiffre, và cuối cùng đối đầu với Vesper và Gettler ở Venice, nơi khiến Vesper bỏ mạng, lúc này game đưa người chơi quay trở lại khung cảnh hiện tại.
Bond và Camille sớm đặt chân đến một khách sạn nằm giữa sa mạc Bolivia. Ở đó, Greene và Medrano đang thảo luận về mảnh đất mà Greene muốn mua; Greene sẽ tài trợ cho nỗ lực lật đổ chính phủ của Medrano để đổi lấy mảnh đất mà anh ta muốn. Bond và Camille chia tay cuộc gặp mặt; Camille sau đó giết Medrano trong khi Bond hạ sát Greene. Trong cuộc chiến, các thùng nhiên liệu của khách sạn bị đốt cháy; Bond và Camille trốn thoát khỏi khách sạn trước khi nó phát nổ. Họ rời khỏi khu vực này bằng một chiếc trực thăng MI6. Trong cảnh phim kết thúc, để lộ ra rằng Mr. White và Guy Haines đang rà soát những bản báo cáo nhiệm vụ của MI6 và cập nhật về các nhiệm vụ của 007. Game kết thúc với cảnh phim Bond đứng bên ngoài ngôi nhà nói với M rằng anh ta định ra đi.

## Lối chơi

### PlayStation 3, Xbox 360, Wii và PC
Phiên bản thế hệ thứ bảy của trò chơi thuộc thể loại bắn súng góc nhìn người thứ nhất, tương tự như các game khác như Call of Duty (cũng do Treyarch phát triển), nhưng trò chơi lại chuyển sang góc nhìn người thứ ba khi ẩn nấp, cũng như có thêm cơ chế gục ngã và các sự kiện thời gian trôi qua nhanh chóng. Phiên bản Wii của game có các tính năng điều khiển phù hợp với phần điều khiển từ xa Wii Remote và tính năng chia đôi màn hình ngoại tuyến nhiều người chơi với tối đa 4 người chơi, điều mà các phiên bản khác thiếu.

### PlayStation 2
Phiên bản PlayStation 2 của trò chơi, do Eurocom phát triển, là một game bắn súng góc nhìn người thứ ba qua vai, giống hệt như tựa game Bond trước đây mang tên 007: Everything or Nothing. Phiên bản này không bao gồm những màn chơi lấy bối cảnh tại sân bay Miami, trên tàu và ở Venice, nhưng nó bổ sung thêm một màn chơi mới lấy bối cảnh tại các bến tàu và tất cả các màn đều có thiết kế cấp độ trong game hơi khác so với phiên bản thế hệ thứ bảy. Phiên bản này cũng không có phần chơi mạng, cả trực tuyến và ngoại tuyến.

### Nintendo DS
Phiên bản DS của trò chơi được thiết kế khác với các phiên bản console của tựa game này. Người chơi DS theo hướng ngang và ở góc nhìn người thứ ba. Các chuyển động của Bond được điều khiển bằng cách kéo bút stylus xung quanh màn hình cảm ứng. Các hành động (chẳng hạn như bắn vũ khí) được thực hiện bằng cách nhấn các biểu tượng trên màn hình cảm ứng, trong khi các nút của DS được chuyển xuống chủ yếu bắt đầu cận chiến bằng tay. Có tổng cộng 6 loại vũ khí trong phiên bản này. Cốt truyện trong phiên bản DS cũng hơi khác một chút. Nhân vật Camille bị cắt bỏ hoàn toàn, màn chơi mở đầu tại White's Estate được thay thế bằng màn mô phỏng đào tạo tại Trụ sở MI6 và, sau khi chiến đấu với các băng đảng đường phố ở Bolivia, màn chơi cuối cùng và màn đấu trùm chống lại Greene và Mr. White đều diễn ra tại địa điểm mang tên Guy Haines' Mansion. Giống như phiên bản PS2, phiên bản DS không có phần chơi mạng.

### Chơi mạng
Khi chơi trong phần chơi mạng, các khoản tiền được nhận dựa trên số điểm mà người chơi có được. Chúng được sử dụng dưới dạng tiền tệ dùng để mua sắm những cải tiến và nâng cấp hơn nữa. Chúng có thể được chi tiêu để mở khóa vũ khí mới, chất nổ, tiện ích (chẳng hạn như tăng sinh mạng hoặc độ chính xác của vũ khí tốt hơn) và các phụ kiện đính kèm dành cho vũ khí của người chơi. Các loại nâng cấp có thể được tích lũy theo bất kỳ thứ tự nào, thay vì theo thứ tự đã định và người chơi được phép xếp chồng lên nhau.

## Âm nhạc
Âm nhạc dành cho game do nhà soạn nhạc Christopher Lennertz thực hiện, người đã thu âm phần dây đàn cho bản nhạc của mình ở nước ngoài, nhưng sau thu âm cả phần kèn đồng, bộ gõ và guitar với các thành viên của dàn hợp xướng Hollywood Studio Symphony ở Los Angeles ngay tại hãng Capitol Records Studios. Game có một bài hát chủ đề khác với bài hát của bộ phim, "When Nobody Loves You" (Richard Fortus và Kerli viết lời nhạc; Fortus, Kerli và David Maurice trình diễn; David Maurice phụ trách khâu sản xuất và dàn dựng). Bài hát này được phát trên một đoạn phim mở đầu theo đúng truyền thống Bond, vốn độc quyền của trò chơi nhưng dựa trên cảnh rượt đuổi bằng ô tô (pre-credit) trong phim.

## Nhận định
007: Quantum of Solace nhận được nhiều ý kiến trái chiều. Trang web tổng hợp kết quả đánh giá GameRankings và Metacritic chấm cho phiên bản PlayStation 2 là 76.50% và 73/100 điểm, phiên bản Xbox 360 là 68.73% và 65/100 điểm, phiên bản PC là 68.50% và 70/100 điểm, phiên bản PlayStation 3 là 67.17% và 65/100 điểm, phiên bản Nintendo DS là 63.00% và 65/100 điểm phiên bản Wii là 54.55% và 54/100 điểm.